# Гендрікус Плентер
Гендрікус Плентер (нід. Hendrikus Plenter, 23 червня 1913, Гронінген — 12 травня 1997, там само) — нідерландський футболіст, що грав на позиції захисника за клуб «Бі Квік 1887».

## Клубна кар'єра
У футболі відомий виступами у команді «Бі Квік 1887», кольори якої і захищав протягом усієї своєї кар'єри гравця. 

## Виступи за збірну
Був присутній в заявці збірної на чемпіонаті світу 1938 року у Франції, але на поле не виходив.
Помер 12 травня 1997 року на 84-му році життя.